# Charles Desprez de Boissy
Pour les articles homonymes, voir Desprez et Boissy.
Charles Desprez de Boissy (né vers 1730 et mort le 29 mars 1787) est un écrivain français, avocat au Parlement de Paris et critique théâtral. Il est l'auteur d'une Lettre sur les spectacles qui connut un franc succès au XVIIIe siècle et eut au moins 7 éditions.

## Œuvre principale
- Lettre de M. Des P. de B*** à M. le chevalier de *** sur les spectacles, Paris, 1756. 2e édition 1758. 3e édition 1769. 4e 1771 (première et seconde partie, disponibles sur Gallica). 5e édition 1773. 6e édition 1777. 7e édition 1779.

## Pour approfondir